# Схема Чуа

Малюнок 1. Еквівалентна схема для кола Чуа, що складається з лінійних пасивних елементів: котушки індуктивності (L), провідника (R) і двох конденсаторів (C1, C2), а g — нелінійний елемент званий діодом Чуа. У класичному варіанті пропонуються такі значення елементів: L = 1/7 Гн; G = 0,7 См; C1 = 1/9 Ф; C2 = 1 Ф.

Схема Чуа або коло Чуа — найпростіше електричне коло, що демонструє режими хаотичних коливань. Схему запропонував професор Каліфорнійського університету Леон Чуа в 1983 році. Схема складається з двох конденсаторів, однієї котушки індуктивності, лінійного резистора і нелінійного резистора з від'ємним опором (зазвичай званого діодом Чуа).

## Математична модель
Систему рівнянь для кола, зображеного на малюнку 1, можна отримати використовуючи перше правило Кірхгофа і формулу для напруги на котушці індуктивності:
{\displaystyle \left\{{\begin{aligned}C_{1}{\frac {dv_{C_{1}}}{dt}}&=G(v_{C_{2}}-v_{C_{1}})-g(v_{C_{1}}),\\C_{2}{\frac {dv_{C_{2}}}{dt}}&=G(v_{C_{1}}-v_{C_{2}})+i_{L},\\L{\frac {di_{L}}{dt}}&=-v_{C_{2}},\end{aligned}}\right.}
де {\displaystyle v_{C_{1}}} і {\displaystyle v_{C_{2}}} — напруги на ємностях, {\displaystyle i_{L}} — струм через котушку індуктивності, {\displaystyle g(v_{C_{1}})} — кусково-лінійна функція, що характеризує діод Чуа, визначена як
{\displaystyle g(v_{C_{1}})=G_{b}v_{C_{1}}+{\frac {1}{2}}(G_{a}-G_{b}){\big (}|v_{C_{1}}+E|-|v_{C_{1}}-E|{\big )}.}

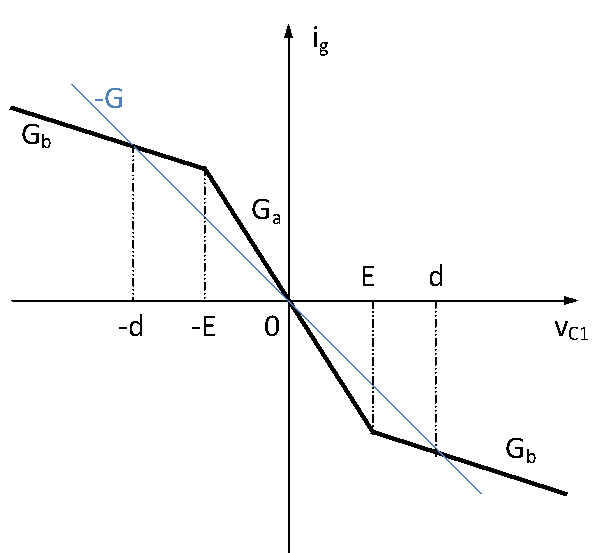
Малюнок 2. Вольт-амперна характеристика діода Чуа. Також показана навантажувальна пряма, від перетину з якою утворюються три точки рівноваги d, 0 −d

Ця нелінійна функція подана графічно на рисунку 2: крутина внутрішньої і зовнішньої ділянок становить Ga і Gb відповідно; при цьому точки ±Е відповідають зламам на графіку.
Виконаємо такі заміни на безрозмірні коефіцієнти:
{\displaystyle m_{0}={\frac {G_{a}}{G}},\quad m_{1}={\frac {G_{b}}{G}},\quad \alpha ={\frac {C_{2}}{C_{1}}},\quad \beta ={\frac {C_{2}}{LG^{2}}},}
{\displaystyle \tau ={\frac {tG}{C_{2}}},\quad x={\frac {v_{C_{1}}}{E}},\quad y={\frac {v_{C_{2}}}{E}},\quad z={\frac {i_{L}}{EG}}.}
Основна система рівнянь запишеться у вигляді
{\displaystyle \left\{{\begin{aligned}{\frac {dx}{d\tau }}&=\alpha {\big (}y-x-h(x){\big )},\\{\frac {dy}{d\tau }}&=x-y+z,\\{\frac {dz}{d\tau }}&=-\beta y,\end{aligned}}\right.}
де
{\displaystyle h(x)=m_{1}x+{\frac {1}{2}}(m_{0}-m_{1}){\big (}|x+1|-|x-1|{\big )}.}

## Режими роботи

Малюнок 3. Комп’ютерна модель схеми Чуа за 100 секунд, видно хаотичний атрактор типу "подвійний завиток"

Малюнок 4. Атрактор Чуа для різних значень параметра α

Схема Чуа виявляє хаотичні режими коливань в досить вузькій області параметрів. 

## Осцилятор Чуа
Термін «Осцилятор Чуа» використовується для розгляду кола Чуа з урахуванням активного опору котушки індуктивності L. Дана схема має ще більше число різноманітних режимів і може бути реалізована практично (малюнок 5).

Малюнок 5. Практична схема осцилятора Чуа. L1 = 8,5 мГн, C1 = 4,8 нФ, C2 = 69 нФ, R = 1,3 кОм

Приймаючи R0 — активний опір котушки індуктивності L, отримаємо систему рівнянь
{\displaystyle \left\{{\begin{aligned}C_{1}{\frac {dv_{c_{1}}}{dt}}&=G(v_{C_{2}}-v_{C_{1}})-g(v_{C_{1}}),\\C_{2}{\frac {dv_{c_{2}}}{dt}}&=G(v_{C_{1}}-v_{C_{2}})+i_{L},\\L{\frac {di_{L}}{dt}}&=-v_{C_{2}}+R_{0}i_{L}.\end{aligned}}\right.}
Легкість практичної реалізації, а також наявність відносно простої математичної моделі робить коло Чуа зручною моделлю для вивчення хаосу.